# IC 586
IC 586 је спирална галаксија у сазвјежђу Секстант која се налази на листи објеката дубоког неба у Индекс каталогу.
Деклинација објекта је - 6° 55' 20" а ректасцензија 9h 59m 50,2s. Привидна величина (магнитуда) објекта IC 586 износи 13,6 а фотографска магнитуда 14,4. IC 586 је још познат и под ознакама MCG -1-26-4, NPM1G -06.0276, PGC 28906.